# Versioni italiane del Book of Common Prayer
Il Book of Common Prayer o "Libro della preghiera comune" ha conosciuto nel corso dei secoli e fino a tutt'oggi diverse versioni in lingua italiana. A carattere prevalentemente missionario, esso testimonia dell'aspirazione dei suoi curatori non solo di farlo apprezzare in Italia, ma anche di diffondere fra gli italiani l'Anglicanesimo.
Ne elenchiamo qui le successive versioni conosciute:

## Versione italiana di William Bedell
La prima versione italiana del Libro della Preghiera Comune, sorge per iniziativa del vescovo anglicano William Bedell (1571-1642), vescovo di Kilmore e Ardagh, Inghilterra ed amico del riformatore italiano Paolo Sarpi. Teologo con forti propensioni linguistiche, invitato da Sir Henry Wotton, ricopre la carica di cappellano presso l'Ambasciata britannica della Repubblica di Venezia. Risiede a Venezia per tre anni e mezzo e sviluppa l'ambizione di convertire la Repubblica Veneta al Protestantesimo di cui si fa attivo promotore. Ritornato in Inghilterra comincia a tradurre in ottimo italiano la Liturgia della sua chiesa. L'intero Libro della Preghiera Comune, però, appare alle stampe solo quarant'anni dopo la sua morte, avvenuta nel 1642. L'opera è riveduta ed integrata da Edward Brown, di Clare Hall, Cambridge, che firma così la prefazione (1685): “Edvardo Brown Presbitero della chiesa Anglicana” Il titolo della editio princeps legge: Il Libro | delle Preghiere Publiche | ed | Amministrazione de sacramenti, | ed | altri riti e Ceremonie della Chiesa | secondo l'Uso della | Chiesa Anglicana; | insieme col | Saltero over | Salmi | di | David | Come hanno da esser recitati nelle | Chiese. | E la forma e modo di Fare, Ordinare e Consacrare | Vescovi, Presbiteri e Diaconi. | Londra: | Appresso Moise Pitt. MDCLXXXV". Una copia del 1685 è conservata nella Biblioteca J. P. Morgan, ed un'altra nella biblioteca del General Theological Seminary di New York. Secondo alcuni studiosi questa traduzione, in realtà, è del Browne stesso, assistito da Giovanni Battista Capello. Di fatto non esistono manoscritti sopravvissuti del Bedell, né le sue biografie citano che abbia mai completato l'opera. Certamente non traduce l'Ordinale del 1662. Probabilmente l'opera può essere attribuita al Browne, che probabilmente si avvale di frammenti originali del Bedell.

## La revisione del 1733
Una revisione dell'opera di Bedell/Browne appare nel 1733 intitolata: "Il libro | Delle Preghiere Publiche | ed | Administrazione de' Sacramenti, | ed | Altri Riti e Cerimonie della Chiesa, | Secondo l'uso della | Chiesa Anglicana; | Insieme col | Saltero over i Salmi | Di | David, | Come hanno da esser recitati nelle | Chiese. | E la forma e modo di fare, | ordinare e consacrare | Vescovi, Presbiteri e Diaconi: | Questa nuova Impressione rivista e corretta per | Alessandro Gordon, A.M. | Londra: Per Alessandro Blackwell, e si | vende da Gio. Wilcox ... 1733". Il revisore, Alexander Gordon (1692?-1754?) è forse stato il noto antiquario che in quel tempo intrattenne diversi contatti con l'Italia e che conobbe bene l'italiano.

## La versione del 1796
Una versione del tutto nuova appare nel 1796. Si legge: "La Liturgia, | ovvero formola delle | Preghiere publiche | secondo l'Uso della | Chiesa Anglicana, col | Satterio [sic] di Davide. | Nuovamente tradotta dall'Inglese nel Tosco Idioma | da A. Montucci e L. Valetti, | professori di lingua Italiana. | Londra: | Si vende appresso di Vernor ed Hood... 1796". Questa traduzione omette gli Uffici occasionali, eccetto la formula di matrimonio, i servizi di Stato e gli Articoli di religione. Questa versione è pure contenuta nell'edizione del Libro in otto lingue del Bagster, riveduta nel 1821 “sotto la direzione e cura del Sig. Andrea Calbo”. Antonio Montucci (1762-1829), che vi collabora, è conosciuto più tardi come preminente studioso di questioni cinesi.

## La versione del 1820
L'edizione del 1820, riveduta e corretta da Giovanni Battista Rolandi, è pubblicata da J. F. Dave di Londra. 475 pagine, in 32mo. Ad essa vengono aggiunte le "Rime Sacre tratte dalle opere di Metastasio. Metastasio, pseudonimo di Pietro Antonio Domenico Bonaventura Trapassi, nato a Roma il 13 gennaio 1698. Uno dei maggiori poeti italiani dell'epoca, questi è poeta di corte dal 1729 fino alla sua morte nel 1782. Scrive testi per molte opere e cantate.

## L'edizione del 1831
Una nuova traduzione è fatta a Londra nel 1831 (436 pagine, 12mo) ad opera di George Frederick Nott. Nott, nato nel 1767, diventa fellow dell'All Souls College di Oxford. Passa molto tempo a Roma, scrive in italiano con facilità ed accuratezza ed è autore di altre traduzioni in italiano. Muore il 25 ottobre 1841. Ristampe della sua opera appaiono nel 1841 e 1849 (London; S.P.C.K., xxx, 275 pagine, 24mo); nel 1850 in 12mo (xii, 12). Traduce pure i Salmi e gli Articoli di Religione.

## Versione episcopaliana del 1868
Una traduzione italiana della Liturgia Episcopaliana Americana è pubblicata a Firenze nel 1868, intitolata: "Libra Americana | delle | Preghiere Comuni. | Preghiere | per la Mattina e per la Sera: | Litanie, | e | ordine per l'Amministrazione | della Santa Comunione; | Firenze; | G. Barbera" (66 pagine, 24mo). Questa traduzione è fatta da Stanislao Bianciardi e William Chauncey Langdon, di Cambridge. Langdon è per un tempo cappellano a Roma., poi Rettore della Chiesa di St. John, Havre de race, Md. dal 1862-66, poi ancora cappellano a Ginevra dal 1873 al 1875. Muore il 30 ottobre 1895.

## Versione del 1874
Nel 1874 appare "L'Ordine | del | servizio divino | per la mattina e per la sera, | e | dell'Amministrazione dei Sacramenti, | estratta dal | Libra delle Preghiere pubbliche | della | Chiesa Episcopale; | con Salmi ed inni, | par le | Missioni italiane. | Società per la | promotione delle Verità evangeliche .... New York". 120 pagine, 24mo. Questa traduzione è opera del dott. Costantino Stauder, già sacerdote cattolico-romano che si era rifiutato di sottomettersi ai decreti del Concilio Vaticano I, diventando poi membro della Chiesa Protestante Episcopale. Italiano, benché di padre tedesco. A New York conduce culti in italiano nella Grace Chapel. Lascia New York fra il 1886 e il 1889 ritornando in Europa. Sua intenzione è di usare la sua versione del Libro della Preghiera Comune per l'evangelizzazione fra gli italiani. Essa, però, viene criticata per le numerose sue imprecisioni.

## Revisione del 1879
La versione del 1874 viene completamente riveduta nel 1879 dal vescovo episcopale centrale di New York dal Professor Francis Philip Nash, of Hobart College, New York.

## Versione del 1892
Nel 1892 compare "Il Libro delle Preghiere Comuni / e dell'amministrazione dei sacramenti e di altri riti e cerimonie / secondo l'uso della Chiesa Protestante Episcopale / con il Salterio o Salmi di Davide, stampato dalla Bishop White Prayer Book society, di Philadelphia, USA. Vedi qui.

## Versione del 1903
L'edizione del 1903. Nel 1903 appare a Milano la "Liturgia della Chiesa Cattolica Riformata d'Italia", una combinazione del Libro della Preghiera Comune e della Liturgia Romana delle Ore, benché il calendario sia del tutto anglicano (P.B.D., p. 555, col. 2).

## Versione del 1904
La versione di Michele Zara del 1904. Un'ulteriore traduzione dell'intero Libro delle Preghiere Comuni viene fatta dal Rev. M. Zara nel 1904, intitolato: "Libro | delle preghiere comuni | e | dell'Amministrazione dei Sacramenti | e di altri Riti e Cerimonie | secondo l'uso della | Chiesa Protestante Episcopale | degli Stati Uniti d'America. | Con | il Salterio o Salmi di Davide. | Pubblicata per la | Bishop White Prayer Book Society | Philadelphia [1904] (xxviii, 566 pagine in. 24mo). Il Rev. Michele Zara nasce a Lecce il 13 maggio 1844. È ordinato sacerdote cattolico-romano nel 1867. Dopo 15 anni di fedele servizio lascia la Chiesa Cattolica ed aderisce alla Chiesa Protestante Episcopale degli Stati Uniti. Conduce una missione fra gli immigrati italiani di Philadelphia negli USA che conosce molto successo.

## Versione moderna
Liturgie scelte dal Libro delle Preghiere comuni sono state stampate dalla chiesa Anglicana di S. James di Firenze. Vedi qui.
La liturgia eucaristica della revisione del Book of Common Prayer realizzata dalla Chiesa Episcopale degli Stati Uniti d'America nel 1928 è stata tradotta per la prima volta in italiano nel 2018, dal Rev. Luca Vona. Tale edizione presenta il testo originale inglese a fronte.